# Wah-wah
Pour les articles homonymes, voir Wah-Wah (homonymie).
Wah-wah est une onomatopée décrivant un son dont le timbre oscille dans une sorte de va-et-vient, comme une voix humaine prononçant la syllabe Oua, imitant ainsi des pleurs ou des ricanements.
L'effet wah-wah est un effet de filtre utilisé en musique (essentiellement à la guitare électrique et à la trompette) entraînant une « modification de la qualité vocalique d'un son ». La première pédale wah-wah est inventée en 1966 aux États-Unis et devient rapidement très populaire chez les guitaristes de nombreux styles, allant du rock au funk.

## Sourdine pour les cuivres

### Principe

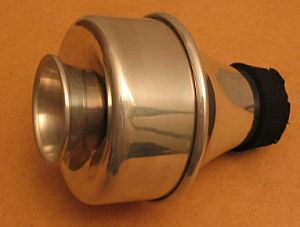
Sourdine pour trompette.

Wah-wah est le nom d'une sourdine en métal utilisée par les trompettistes ou trombonistes principalement, pour modifier le timbre de leur instrument. Cette sourdine s'adapte hermétiquement au pavillon et est percée d'un trou central dans lequel coulisse un petit tube cylindrique terminé par un pavillon. Le son change suivant la position du tube. En agissant sur l'ouverture du tube avec la main pendant le jeu, on obtient l'effet wah-wah.
Par extension, ce terme désigne aussi le style des musiciens qui emploient ce procédé, surtout mis en valeur chez Duke Ellington durant la période jungle. Les principaux spécialistes de ce style sont : Bubber Miley, Cootie Williams, Rex Stewart, Cat Anderson, King Oliver, Hot Lips Page, Snooky Young, Charlie Green, Quentin Jackson, Al Grey, etc.
Le même principe est appliqué à l'harmonica, mais la sourdine est alors formée avec les mains.

### Utilisations notables
- Rhapsody in Blue de George Gershwin (1924)
- Wa Wa Wa de King Oliver (1926)
- East St.Louis Toodle-oo de Duke Ellington (enregistré pour la première fois en 1927)
- Sugar Blues, Clyde McCoy (en) (1931)
- Punkte (en) de Karlheinz Stockhausen (1952), noté pour la trompette et au trombone à l'aide de cercles ouverts et fermés reliés par une ligne[1].

Dans le morceau The Fat Man de Fats Domino, ce dernier imite au chant le son d'une trompette utilisant la wah-wah[réf. nécessaire].

## Pédale pour guitare

### Principe
Pour les instruments amplifiés, en particulier la guitare électrique, l'effet wah-wah est produit à l'aide d'une pédale d'effet.
La pédale wah-wah est composée d'un filtre dont la fréquence de coupure comporte un pic de résonance élevé. On modifie la valeur de cette fréquence à l'aide du pédalier. C'est le glissement de la fréquence de coupure qui entraîne le son caractéristique de l'effet. 
Une variante appelée auto-wah existe, où la modulation n'est pas contrôlée au pied, mais se déclenche automatiquement sur l'attaque des notes,, notamment utilisé en funk et en disco, à la guitare et à la basse. Le filtre est alors un VCF contrôlé par un circuit détecteur d'enveloppe.

### Histoire

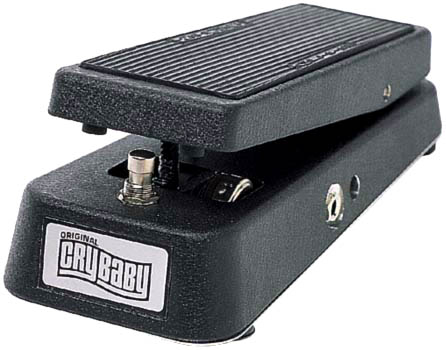
Dunlop Cry Baby GCB-95 (photo de 2004).

La pédale wah-wah est inventée en 1966 par Brad Plunkett. Cet ingénieur américain travaille pour l'entreprise Thomas Organ, chargée de reproduire les amplis à lampe Vox « Super Beatle » utilisés par les Beatles, en les adaptant pour le marché américain. Sur ces amplis Vox se trouve un interrupteur pour activer un filtre, le Middle Range Boost, qui fait ressortir les fréquences médium (entre 300 et 1500 Hz). Plunkett décide de remplacer cet interrupteur par un potentiomètre, pour réduire les coûts de fabrication. En tournant le potentiomètre, le son à la guitare produit l'onomatopée « wah-wah ». Afin de rendre l'effet utilisable par les guitaristes tout en jouant, Brad Plunkett intègre le potentiomètre dans une pédale d'expression d'un orgue Vox Continental, et crée ainsi la première pédale wah-wah.
En 1966, le premier à utiliser la pédale wah-wah dans le rock est Frank Zappa, à qui l'ingénieur du son britannique Dick Denney, travaillant chez Vox, a fait une démonstration. Dans la foulée, Zappa montre la pédale à Jimi Hendrix qui en fait également un usage intensif, ainsi qu'à Eric Clapton.
En février 1967, Thomas Organ commercialise la première pédale wah-wah, sous le nom de Clyde McCoy (en), en référence à un trompettiste américain utilisant intensément l'effet sourdine à la trompette. Quelque temps plus tard, la pédale est renommée « Cry Baby », car le son qu'elle produit rappelle celui des pleurs d'un bébé. En quelques années, la pédale devient très populaire et est utilisée massivement dans le rock et la pop.
Brad Plunkett dépose un brevet pour son invention en 1967, et il est approuvé trois ans plus tard. Entre-temps, Vox Organ est rachetée par Warwick Electronics, qui décide de faire fabriquer les pédales wah-wah en Italie par l'entreprise Eko afin de baisser les coûts. Le circuit de la pédale est alors récupéré et copié par de nombreuses marques dans toute l'Europe.
En 1971, la wah-wah connaît une nouvelle utilisation dans le funk avec le thème principal du film Shaft, où le guitariste de studio Charles “Skip” Pitts joue une séquence de demi-croches en étouffant les cordes de sa guitare, produisant un pattern rythmique dont le son évoque un « chika-chika-chika ». Le titre Theme from Shaft est un succès immédiat et la pédale wah-wah est utilisée abondamment dans le funk, la R'n'B, la soul, le reggae et dans les musiques de film. Melvin Ragin est un autre guitariste funk de cette période qui utilise la wah-wah, notamment dans des morceaux de Marvin Gaye, The Temptations, Etta James ou Gloria Gaynor.
Dans les années 1980, la pédale wah-wah perd en popularité : l'époque est à la new wave, musique centrée sur les synthétiseurs et les processeurs d'effet numériques. La qualité des pédales produites par Thomas Organ se dégrade également, avec des composants jugés médiocres. En 1982, l'entreprise est fermée par sa maison-mère, Whirlpool. Les droits de la pédale wah-wah sont alors rachetés par Jim Dunlop. Dunlop sort peu après la Dunlop Cry Baby. La pédale connaît un certain renouveau avec des groupes comme Guns N’ Roses, Toto ou Metallica. Le fabricant Dunlop a conçu une pédale signature en collaboration avec Kirk Hammett, le guitariste de Metallica.

### Utilisation

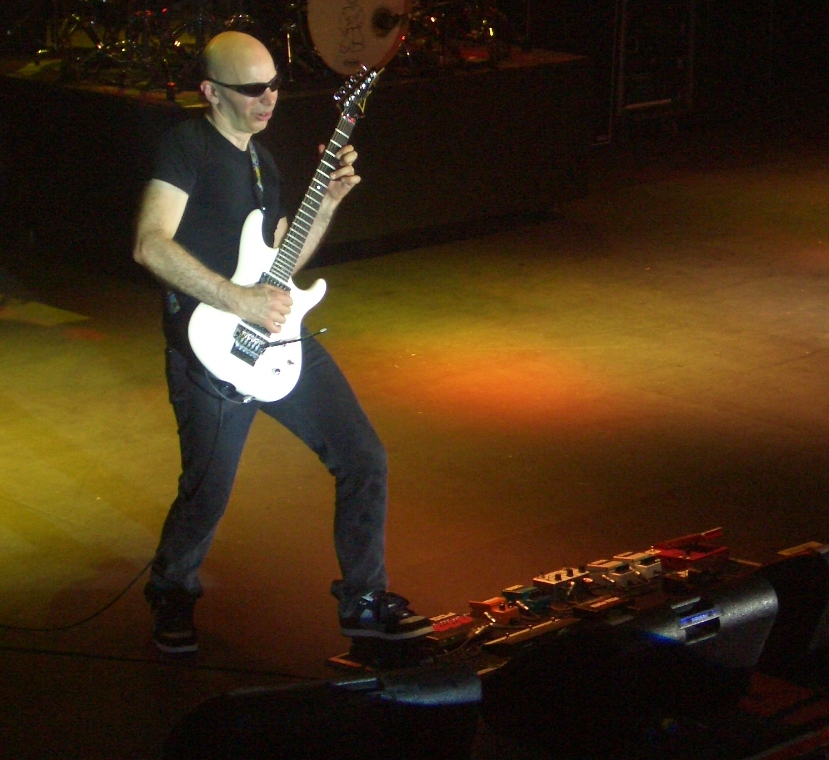
Le guitariste américain Joe Satriani utilise une wah-wah en concert à Barcelone en 2006.

De nombreux musiciens utilisent la pédale wah-wah, et ce dans des styles aussi variés que le funk, le rhythm and blues, la soul, le blues et le blues rock, le reggae, le jazz-funk, le rock psychédélique, le raï ou encore le heavy metal.
Même si la pédale wah-wah est utilisée principalement sur une guitare électrique, l'effet est possible sur tout autre instrument amplifié électriquement comme la basse, le violon, la trompette ou encore différents types de claviers comme le piano électrique Fender Rhodes ou l'orgue.

### Exemples

#### Artistes
- Matthew Bellamy (guitariste de Muse)
- Buckethead (sur Jordan par exemple)
- Cliff Burton (bassiste de Metallica)
- Kirk Hammett (Guitariste soliste de Metallica)
- Matthieu Chedid (dit « -M- »)
- Eric Clapton (notamment avec Cream)
- Dimebag Darrell (guitariste de Pantera)
- Miles Davis (à partir de 1970)
- John Frusciante (guitariste des Red Hot Chili Peppers)
- David Gilmour (guitariste de Pink Floyd)
- Jimi Hendrix Voodoo Child (Slight Return)
- Terry Kath (guitariste de Chicago)
- Kerry King (guitariste de Slayer)
- Curtis Mayfield (sur Future Shock par exemple)
- Mike McCready (guitariste de Pearl Jam)
- Tom Morello (guitariste de Rage Against the Machine)
- Charles Pitts Theme from Shaft
- Muddy Waters
- Jimmy Page (guitariste de Led Zeppelin)
- Stevie Ray Vaughan
- Brian Robertson (guitariste de Thin Lizzy)
- Joe Satriani
- Slash (guitariste de Velvet Revolver, et Guns N' Roses)
- Hillel Slovak (ancien guitariste des Red Hot Chili Peppers)
- Sly Stone
- Peter Tosh
- Steve Vai
- Wednesday 13
- Jack White (guitariste des White Stripes)
- Zakk Wylde (guitariste de Ozzy Osbourne)
- Frank Zappa

#### Chansons
- Up from the Skies de Jimi Hendrix Experience, 1967
- Tales of Brave Ulysses de Cream, 1967
- Voodoo Child (Slight Return) de Jimi Hendrix, 1968
- Echoes, des Pink Floyd, avec une pédale wah-wah branchée à l'envers, 1971
- Theme from Shaft de Isaac Hayes, 1971
- Family Affair de Sly and the Family Stone, 1971
- Papa Was a Rollin' Stone de The Temptations, 1972